# Clube Desportivo de Arroios
O Clube Desportivo de Arroios foi uma equipa de futebol da cidade de Lisboa, Portugal, na freguesia de Arroios. Na atualidade apenas tem as seguintes modalidades desportivas: Muay Thai, Jiu Jitsu e o boxe.

## História
- 1934 : Fundação do clube com o nome Clube Desportivo de Arroios